# Laetia suaveolens
Laetia suaveolens är en videväxtart som först beskrevs av Poeppig, och fick sitt nu gällande namn av George Bentham. Laetia suaveolens ingår i släktet Laetia och familjen videväxter. Inga underarter finns listade i Catalogue of Life.